# 福井弁

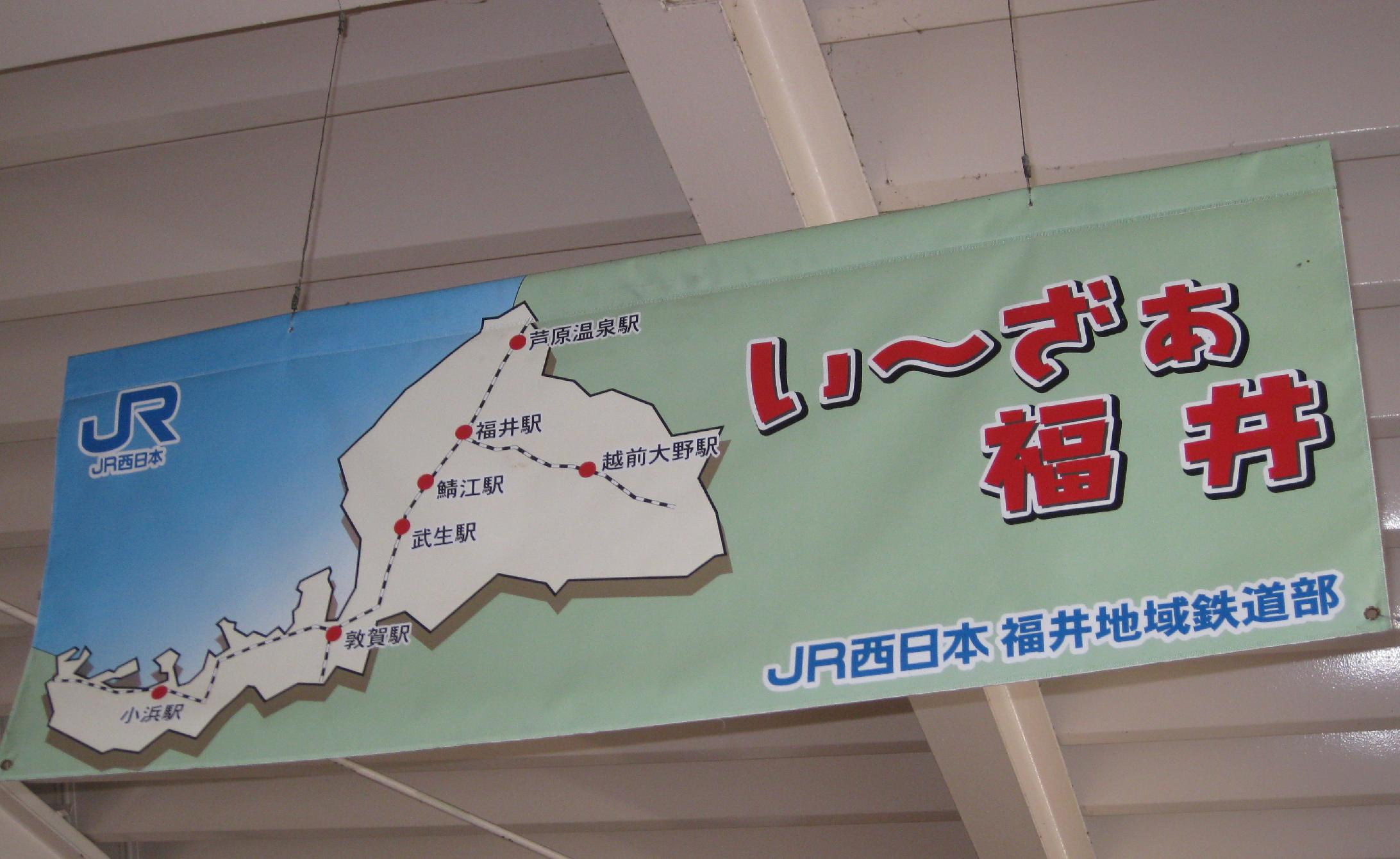
「いいよ福井」を意味する福井弁。

福井弁（ふくいべん）は、福井県嶺北地方（敦賀市を除く旧越前国）で話される日本語の方言で、北陸方言の一種。福井県嶺南地方（敦賀市と若狭国）の方言については嶺南方言を参照。

## 概要
福井県はかつての越前国と若狭国からなるが、福井県内の等語線の多くは旧国境ではなく山中峠・木ノ芽峠・栃ノ木峠を走っている。嶺北と嶺南では音声・語彙・文法のいずれの面でも違いが多く、嶺北は北陸方言に分類されるのに対し、嶺南は通常近畿方言に分類される。
|                  | 嶺北                                   | 嶺南                                   |
| ---------------- | -------------------------------------- | -------------------------------------- |
| アクセント       | 平野部は無アクセント、その他は多種多様 | 京阪式アクセントおよび垂井式アクセント |
| 母音の無声化     | 起こりやすい                           | あまり目立たない（特に嶺南西部）       |
| 氷柱             | たるき                                 | つらら、なんりょー                     |
| 女               | め（ー）ろ                             | おなご                                 |
| 塩辛い           | くどい                                 | からい                                 |
| 動詞の打ち消し   | -ん                                    | -ん、-へん、-しぇん                    |
| 動詞の進行・結果 | -てる                                  | -とる                                  |

嶺北地方内部の方言差を見ると、各種アクセントが混在して複雑な様相を呈するほか、一部の語彙に地域差がある。嶺北方言の下位分類については、以下のような区分が提唱されている。
- 福井市・鯖江市・越前市・あわら市などの平野部
- 山間部の勝山市・大野市（奥越地区）
- 越前海岸一帯
- 旧南条町・今庄町

若者の間では福井弁よりも共通語を使う傾向が強まっている。加藤和夫らの調査によると、「のくてえ（＝あほ）」「だんね（＝大丈夫）」「むだかる（＝絡まる）」など、関西弁や共通語で言い換えができる言葉は世代が低くなるにつれて使用が減っており、北陸3県で福井県が最も共通語化が進んでいるという。一方、しつけで多用される「おちょきん」や、共通語で言い換えられない「かぜねつ」などは根強く使われている。加藤は、福井弁の平板なアクセントは他県出身者から「訛っている」と指摘されやすく、方言コンプレックスや共通語志向の一因になっていると分析している。なお、ここで指摘されている共通語化は語彙の共通語化であり、アクセントは福井弁特有のものが根強く保たれている。

## 発音
- 北陸方言特有の間投イントネーションがあり、文節末や文末がうねるようなイントネーションになる[1]。
- 母音の発音は共通語とほぼ同じだが、イに関しては語頭でエと混同されることがあるほか、「飽いた（飽きた）」のようなアに後接するイは、エとの中間的な発音になる傾向がある[1]。
- 北陸・関西およびその周辺と共通する特徴として、1拍の名詞は「目え」「手え」のように長く伸ばして発音するが、若年層（1990年代）では衰退している[1]。
- 連母音の融合には「エイ→エー」（共通語と同じ）と「アイ・オイ→エー」があり、後者は「いかい→いけー（大きい）」や「遅い→おせー」など形容詞で起こりやすい[1]。
- 語中のガ行音は鼻濁音で発音されるが（嶺北西部では非鼻音）[4]、若年層（1990年代）では破裂音化の傾向がある[1]。
- 嶺北北部では一部の単語でカ行・タ行の有声化が見られ、大野市ではカ行の有声化が規則的に現れるとされる[1]。
- 指示語に含まれる「そ」は「ほ」になることが多い[1]。「そんなもの→ほんなもん、んなもん」「その→ほの」「それで→ほれで」「そして→ほして」「そこ→ほこ」「そっち→ほっち」など。相づちの言葉として「そうや（＝そうだ）」から転じた「ほや」が多用される（例：ほやのー、ほやって、ほやざ）。「ほやほや」や「ほやほやほや」と2〜3回重ねて言うことが多いのが福井弁の特徴である[4]。また「そうか」も「ほうか」となり、道を尋ねて教えてもらった際に「あー、ほうか（あー、そうか）」と言って、「阿呆か」に聞き間違われて県外の人に怒られることもある。指示語以外にも「七→ひち」「しつこい→ひつこい」など一部の単語でハ行音化が見られる[1]。
- 老年層では、古い日本語の発音であるシェ・ジェが現在も残っている[4]。「先生」を「しぇんしぇー」、「千円札」を「しぇんえんさつ」、「全部」を「じぇんぶ」、「全然」を「じぇんじぇん」など。ただし、「臭い→くせー」「遅い→おせー」など、連母音融合によって生じた「せ」「ぜ」は「しぇ」「じぇ」とは発音されない（×くしぇー、おしぇー）[4]。
- 破擦音「つぁ」「つぉ」が「おっつぁ（父親の卑称）」「ごっつぉさん（ご馳走様）」など特定の単語で現れる[1]。奥越では「1円→いっちぇん」「50円→ごっじぇん」「100円→ひゃっけん」のように発音することがある。「勝山」を「かっちゃま」と発音する人は相当多い[5]。
- 稀にダ行とラ行の混同が起こる（例：ラジオ→ダジオ、来年→だいねん）[1]。

### 重子音
三国町安島方言には、20世紀初頭前後から20世紀半ばにかけて起こった音韻変化により（一部はそれ以前からか）、本土方言では珍しい以下のような重子音がある（括弧書きは実例を欠くもの）。
- ク＋ラ・レ・ロ・ワ・ア・エ・オ→無声唇歯摩擦音：蔵・桑・鍬→ッファ、隠れる→カッフェル、黒→ッフォ、たくあん→タッファン、食え→ッフェ、食おう→ッフォ
- 合拗音クヮ→無声唇歯摩擦音：火事→ッファジ（このほかの例なし）
- フ＋（ラ）・レ・ロ・（ワ）・ア・エ・（オ）→無声唇歯摩擦音：あふれる（＝子供が暴れる）→アッフェル、ふろ（＝戸棚）→ッフォ、増える→ッフェル
- ブ＋ラ・レ・（ロ）→有声両唇破裂音：こぶら（＝ふくらはぎ）→コッバ、破れる→ヤッベル
- シ＋ラ・（レ）・ロ→無声歯茎摩擦音：知らん→ッサン、柱→ハッサ、白→ッソ、後ろ→ウッソ
  - 「白」が連濁する場合は、色白→イロッゾのように有声歯茎摩擦音が現れる。
- ルで終わる動詞＋終助詞ワ→有声唇歯摩擦音：居るわ→オッヴァ、来るわ→クッヴァ

### アクセント
福井市・越前市（旧今立町・旧武生市）・鯖江市などの嶺北地方中心部は、アクセントで語の区別を行わない無アクセント地帯である（範囲は、さらに広く坂井市・あわら市を含むともいわれる）。無アクセントは、「箸・橋・端」などの同音異義語を全て同じ高低で発音するもので、北陸地方のなかでは異質なアクセントである。無アクセントの話者はアクセント知覚がない（アクセントの区別ができない）とされるが、地名の「福井」は平板型でしか発音せず、福井以外の人が「福井」を頭高型や中高型で発音すると強く反発するという、アクセント知覚があると判断できる事例もある。
無アクセント地帯を取り囲むようにして、坂井市三国町などには「三国式アクセント」と呼ばれるアクセントがある。三国式アクセントは、音の下がり目の有無だけを区別するアクセントであり、拍数に関わらずアクセントの型（パターン）が2種類ある二型アクセントである。二拍名詞でいうと、「風」「肩」「雨」などの一・四・五類は下がり目を持ち、助詞なしでは「かぜ」、助詞付きでは「かぜが」（または「かぜが」）になる。また、「川」「花」などの二・三類は下がり目がなく、助詞なしでは「かわ」（または「かわ」）、助詞付きでは「かわが」（または「かわが」「かわが」）になる。ただし、三国式アクセントは型の区別が曖昧で、発音が安定せず揺れのあるアクセントである。福井市内でも三国式アクセントが報告されているが、一方で、福井市・三国町ともに被調査者全員が無アクセントと判定されたこともある。最近の調査では、あわら市では、これまで報告のなかった新種を含む多様なアクセント体系が複雑に分布することがわかった。
また旧今庄町（現南越前町の一部）付近には、また別体系のアクセントがある。二拍名詞でいうと一・二・三類（風・川・花など）が頭高型（かぜが）、四・五類（肩・雨など）が平板型（あめが）というアクセントである。
大野市・勝山市には明瞭な垂井式アクセントが分布する。垂井式アクセントとは、京阪式アクセントと東京式アクセントの中間のアクセントで、近畿の周縁部や北陸、美濃西部などに分布する。大野市東部の旧和泉村地区は内輪東京式アクセントである。

## 文法
文法はおおむね西日本方言の特徴を有している。
断定
「じゃ」と「や」が用いられ、高年層では「じゃ」、中年・若年層では「や」が優勢で、形容動詞の活用語尾も同様である。「静かじゃ／や」を例に取ると、しずかじゃろー／やろー（静かだろう）、しずかじゃったら／やったら（静かだったら）、しずかでねー（静かでない）、しずかんなる（静かになる）、しずかなひと（静かな人）、しずかなら（静かなら）、しずかなりゃこそ（静かなればこそ）のように活用する。
動詞の音便
五段動詞の連用形に過去「た」および中止「て」が続く際に音便化が起こるが、共通語と異なるものとして「こーた（買った）」「もろた（貰った）」のようなウ音便と「ほいた（干した）」「おといた（落とした）」のようなサ行イ音便がある。ただし、サ行五段動詞であっても「押す・消す・越す・貸す・足す・試す」などはイ音便化しない。
動詞の否定形
「ん」を用いる。「かかん（書かない）」「おきん（起きない）」「やめん（やめない）」「しぇん（しない）」「こん（来ない）」など。
動詞の意志形
長音形よりも伸ばさない形が一般的。「かこ（書こう）」「おきよ（起きよう）」「やめよ（やめよう）」「しよ／しょ（しよう）」「こ（来よう）」など。
動詞の仮定形
「書けば」のような「ば」よりも「書いたら」のような「たら」がよく用いられる。
動詞の命令形
「かけ（書け）」「みよ（見ろ）」「ねよ（寝ろ）」「しぇー（しろ）」「こい（来い）」などの形に加え、女性を中心に柔らかな表現として「連用形+ね（ー）」「連用形+ねま」を用いることが多い。「なさい」が変化したもので、例えば「しなさい」は「しね」、「来なさい」は「きね」、「行きなさい」は「行きね」、「食べなさい」は「食べね」、「おくれ」は「おくんね」などとなる。否定形の場合は「ねばん」と使う（奥越）。「する」の命令表現「しね」は県外の者には「死ね」と聞こえるため時折トラブルになるが、「死ぬ」の命令表現は「死にね」。
存在動詞・アスペクト
北陸では存在動詞に「おる」、アスペクトに「とる」を用いる方言が多いが、福井弁では「いる」と「てる」を用いる。共通語と同じく、進行態と結果態の区別をしない。「いない」という意味では「いん」の変形「えん」が使われ、「-ていない」という補助動詞の用法も「-てえん」となる。
- （例）誰もえんのか?（誰もいないのか?）
- （例）まだ宿題やってえんのやって（まだ宿題やっていないんだよ）

完了
「-てしまった」「-ちゃった」に相当する表現には関西と同じく「-てしも（ー）た」や「-ても（ー）た」が使われるが、福井弁では「-ても（ー）た」が「-とぅんた」「-てんた」「-つんた」などと変化して使われることがある。
- （例）やってしも（ー）た／やっても（ー）た／やっとぅんた／やってんた／やっつんた（やっちゃった）

形容詞
「赤い」を例に取ると、言い切りの形には「あかい」のような非融合形と「あけー」のような融合形があり（#発音節参照）、連用形は「あこねー（赤くない）」や「あこなる（赤くなる）」のようにウ音便形となり、仮定形は「あかけりゃ」または「あかかったら」となる。「面白い」には「おもっしぇー（言い切り形）」や「おもっしょなる（面白くなる）」、「嬉しい」には「うれっしゃ（言い切り形）」のような形もある。
敬語
尊敬語には「なさる」「なはる」「なる」が広く分布する。丁寧語には「です」のほか「ごぜんす」がある。また、「-てください」に相当する表現には「-とくんなさい」や「-とくんなせー」がある。
- （例）どこ行きなさるんですか（どこにいらっしゃるんですか）
- （例）上手に書きなはったねー（上手にお書きになりましたねえ）
- （例）まだかいんならん（まだお帰りにならない）
- （例）ありがとごぜんす（ありがとうございます）
- （例）まっとくんなさい／まっとくんなせー（待ってください）

文末表現
自分が持っている情報を聞き手に伝える際の表現として、「やって」「ですって」という形が使われる。「天気予報で言うてたけどー、明日は雨なんやって」のような伝聞表現と同じ語形だが、伝聞表現の「やって」「ですって」は「て」でアクセントが上がるのに対して、こちらは「て」でアクセントが下がる。そのほか、特徴的な文末表現として「だよ」に近い意味の「とこと」または「とこといや」がある。
- （例）「昨日は風邪で休んだの?」「ほーなんやって（そうなんだよ）」
- （例）ほやとこと／ほやとこといや（そうだよ）

### 助詞
- 格助詞「を」や目的地を表す「に」は省略されることが多い[1]。「が」は前の名詞と融合したり、省略されたりすることがあり、「は」も前の名詞と融合することが多い[1]。
- 準体助詞は「の」または「ん」であり、金沢弁や富山弁で使われる「が」「がん」などは使われない。
- 「から」「ので」を意味する接続助詞には「さかい」およびその変形「さけ（ー）（に）」や「で」「し」が使われる。「さかい」「さけ（ー）（に）」は関西・北陸各地と共通し、「で」は東海地方や滋賀県と共通する。かつては「さかい」「さけ（ー）」が優勢だったが、現在（1990年代）では若年層を中心に「で」の方が盛んで、共通語の影響で「から」も使われる[1]。
- 逆接の接続助詞に「けど」、逆接条件の接続助詞に「かって」を用いる[1]。
  - （例）頭いてーけど我慢してがっこ行った（頭が痛いけれど我慢して学校に行った）[1]
  - （例）ほんなことゆーたかってあかん（そんなこと言ってもだめだ）[1]
  - （例）あの人やかって行きたかったんや（あの人だって行きたかったんだ）[1]
- 共通語の「ね」や「な」に相当する間投助詞として、「の」が多用される。表現を柔らかくするほか、相手への呼びかけにも使われる。
- 福井弁で特徴的な終助詞としては、相手を誘う「っさ」「っせ」、相手への主張を強める「ざ」、共通語の「じゃないか」に相当する「が」（男性は「げ」とも言う）、女性を中心に命令表現を優しく強調する「ま」（石川・富山と共通）、疑問「け」（石川・富山では男女共用だが、福井では主に男性が使用）などがある。
  - （例）あおっさ／あおっせ（会おうよ）
  - （例）ほんなことしたらあかんざ（そんなことをしてはいけないよ）[1]
  - （例）ほんなことねーざ（そんなことないよ）[1]
  - （例）はよいきねま（早く行きなさいよ）[1]

## 語彙・表現
単に福井弁と言っても、平野部・山間部・沿岸部などの各地域、若年層・ミドル層・高齢層といった各世代によって、使われる語彙に差異がある。そのため、双方が同じ福井県民でも、お互いに通じない言い回し表現も存在する。また、福井弁独特の単語ばかりでなく、福井県以外の地方の方言と共通する語彙も多い。中には、標準語や他地方との共通方言と似通っている言葉があったり、同じ言葉でも意味が異なる語彙もいくつかある。この項目では、福井弁特有のものや、そうでなくても嶺北地方でもよく使用される代表的な言葉について取り上げる。

### あ行
- あいの日  -  平日。
- あおたん  -  あざ。
- あかん【連語】 -  いけない、駄目。開かない、空かない、という意味の場合も。
- あける【動】 - （水などを）こぼす。類義語：「かやす」
- あたる【動】 -  もらう。「ボーナスあたったけぇ？（ボーナスもらったの？）」
- あっぱ【名】 -   糞。偶然であるが、南部弁（岩手県）や下北弁（青森県）で「あっぱ」というと「お母さん」、仙台弁で「あっぱ」というと「唖」を意味する。
- あっぺ【名】-　汚いもの　汚れてる　「あっぺやでさわんな」など　あっぺっぺと増やして言うことも。
- あっちゃこっちゃ　-  あちこち、あっちこっち。
- あなんぼ　 -  穴。
- あばば　-  溺れる。
- あばさける【動】 ―  ふざける。はしゃぐ。
- あや - 肖る(アヤカリ)　バカ、アホ
- あやまち【名】 ―  怪我。「あやまちしたんけ？（ケガしたの？）」
- あんじる　-  心配する。「帰ってこなんだで、なんかあったんでねんかとあんじたざ」（帰ってこなかったから、何かあったんじゃないかと思って心配したよ）
- あんじょう  -  完全に。「味良く」の変形。
- あんまし　-  あまり。否定形とともに用いられる。「あんまし使えなんだわ」（＝あんまり使えなかったよ）
- いけえ【形】 ―  大きい。「いっけぇ」「えけぇ」「えっけぇ」なども。
- いこる　- （粉末等が容器の底に）淀んでいる。
- いしな【名】 ―  石。
- いっちょらい　 -   一張羅。主に県内で開催される例年の恒例行事「福井フェニックス祭り」等では、同方言を取り入れた福井音頭「イッチョライ節」（よさこいイッチョライ）がある。
- いっぷく  -  休憩。「ちょっといっぷくしよっさ」（＝休憩しましょう）など。タバコを一服する場合にも使用される。
- いっぺん　-  １回。類義語として「もっぺん」も。「もっぺんやってみ」（＝もう１回やってみて）
- いもけ  - 　恥ずかしがり屋。引っ込み思案で消極的なさま。「えもけ」とも。「あの子いもけやで、よう一人で遊んでるわ」（あの子は恥ずかしがり屋だから、よく一人で遊んでるよ）
- いらんこと  - 　余計なこと。「いらんことゆうなま」（＝余計なこと言うなよ）
- いらちか  -  パンツなどのゴムひも。
- うそうそ　- 　薄汚い、小汚い。「この服うそうそんなってんた」（＝この服、なんだか薄汚くなっちゃったよ）
- うてえ【形】 -　のくてえと同意。
- うとい　-　鈍い、悪い。「目うとなってもた」（＝目が悪くなってしまった）
- うら【人名代名詞】 ―  僕、俺。複数形は「うらら」。主に男性が使う。「うらの畑」と言われると「家の裏」なのか「自分の」なのか分からないが、後者の意味の場合が多い。
- うらかしま　-　逆、反対、裏返し。「さかしま」とも。
- えがむ　- 　歪む。「いがむ」とも。
- えれえ【形】 -  とても。つらい。「えらい長いのう（すごく長いなあ）」「今日身体えらいんやってえ（今日は具合が悪いのだよ）」
- えん　-　いない。応用形として、例えば「してえん」（＝していない）という補助動詞としての表現方法もよく用いられる。
- えんめ【名】 -　犬。貶めて言った「犬め」の変形。
- おいや　-  そうだ。最近は「ほや」「ほーや」が主流。
- おえ【感動詞】 -　おいおい（不満）。おい（呼びかけ）。うわー（驚き）。
- おうきんのう　-　ありがとうね。
- お（お）ごっちゃ　-　大変だ。「入院したんやってか？ほりゃ、おごっちゃのう」（＝入院したんだって？それは大変だったね）
- おぞい【形】 - 「おぜぇ」とも言う。ぼろぼろである。質が悪い。古い。岐阜でも共通して使われる。
- おつけ　-  味噌汁。「おつゆ」とも。
- おっかあ  -　お母さん。奥さんのことを指す場合も。
- おっつあ　-  お父さん。旦那さんのことを指す場合も。
- おっけ　-　下さい。「ほの喉飴、１つおっけの」（＝その喉飴、１つ下さい）　活用形として「〜しとっけ」（＝〜してください）や「〜しとっけた」（〜してくれた）などの表現方法がある。
- おくんね　-　上記「おっけ」と同じ意味。活用形として「〜しとくんなった」などの表現方法もあるが、意味は上記「〜しとっけた」とほぼ同じ。
- おちょきん【名】 -　正座。関西の「ちんとする（しっかり座る→正座）」から変化したもの。「おちょきんしねま（正座しなさい）」
- 落った　-　落ちた。「ほこに落ってるざ」（＝そこに落ちてるよ）
- おっぱなし　-  やりっ放し。放置状態を表す。
- おとましい【形】　-　もったいない。
- おとろっしゃ、お（っ）とろしい【形】 -　恐ろしい。困ったものだ（心配の要素も含む）。
- おぼこい【形】 -　純粋無垢。子供っぽいという皮肉にも使われる。
- おぼてえ　-　重たい。「おぼたい」とも。
- おもっしぇえ【形】 -　面白い、訳の分からない。おかしい。「おもっせえ」と発音することもある。
- おもいでな　-　良かった、楽しかった、幸せな。「温泉旅行おもいでなかったのう」（＝温泉旅行、楽しかったね）
- おめえ【人名代名詞】　-  お前。同格以下の相手を呼ぶ男性語。
- おんちゃん【代名】 -　おじさん。親しみのこもった呼び方。
- おんさん【代名】 -  おっさん。関西の「おっちゃん」に近い。

### か行
- かいらしい　-　可愛らしい。
- かくし - ポケット。
- かざ - 臭い。
- かしく【動】 - 米を研ぐ。「米かしいだでの（米研いたからね）」。語源は調理を意味する古語の「かしく」。「かしぐ」や「かせぐ」という語形もある。加賀弁と共通。
- かぜねつ【名】 - 口内炎の一種。「かざねつ」とも。 風邪や疲労など体調不良のとき、口元に出来る赤い発疹。痛みがある。標準語には対応する語彙が存在しない。北陸各地で使われる。「かぜ」も「ねつ」も一般的な語彙のため、「かぜねつ」は共通語だと誤解されていることが多い。
- 〜がた…  ‐  〇〇よりも〜のほうが…だ。〇〇と〜を比較する表現。「東京より福井がた住みやすいがの？」（＝東京よりも福井のほうが住みやすいよね？）
- かたい【形】 - 元気。健康であるさま。「かたいけの？（元気でいるか？）」「かたいもん（いい子）」
- かたがる【動】 - （物が）傾く。
- がていかん　-　「がてかん」などとも言う。不思議だ、理解できない。標準語の「合点がいかない」が訛ったもの。
- かど【名】 - 家・建物の外。「角」の意味にあたる言葉は、「角っこ」「角んとこ」（角のところ）があるため、混同しない。福井市旧美山町の一部で主に使われている。
- がぼる【動】 - （雪や泥の中に足が）はまる。「ごぼる」と言う地区もある。
- かやす【動】 - ひっくり返す、倒す。（容器を倒して）内容物を散乱させる。「誤って」という過失の意味合いが強い。
- から【名】 - 身体。
- からげる【動】 - 結ぶ。
- かる【動】 - 借りる。「借りた」は「かった」となる。逆に返すときは「なす」という。例―この本、ないといて。（この本、返しておいて。）
- かわおび - ズボンのベルト。「バンド」とも言う。
- がんど【名】 - のこぎり
- 汽車【名】 - JR（旧国鉄）。今では北陸本線を走る気動車（ディーゼル）はないが、永年の名残でそう呼ぶ。越美北線は非電化のため、現在も気動車。私鉄は「電車」。
- ぎっちょさん【名】 - 左利きの人。単に「ぎっちょ」とも。
- ぎっとな【形】 - 義理堅い。
- きのどくな - ありがとう。申し訳ない（感謝の意味で）すみません。気に毒（気を遣わせた）から変化したものと思われる。好意や便宜を受けたとき、相手の負担を思いやる言葉。石川とも共通。
  - 「こんなにしてもろて、きのどくな（こんなにしていただいて、本当に大変だったでしょう）」
- ぎりぎり【名】-頭のつむじ。
- きんの【名】 - 昨日。
- くどい - 【形】しつこい、度か過ぎる。そこから「塩くどい」となってその短縮形。塩辛い。逆に塩辛いでは通じないことがある。
- 〜くさい　-  「うつくさい」（＝美しい）、「だらくさい」（＝だらしない）など。さらに「〜くせえ」と転訛することもある。
- けってな　-  変なの。おかしい。
- けなるい【形】 - うらやましい。
- けぼい【形】 - 汚い、荒い。
- ける【動】 - 盗む。万引きをする。「けってきた」
- ごえんさん【名】 - 寺院の住職。
- こうか（校下）【名】 - 校区。主に小学校の範囲で用いられる。
- こさえる　-  （料理等を）調理する、作る。「こっしぇる」とも。
- こざにくい【形】 - 生意気な。
- ごしんさん【名】 - 住職の妻。
- こべんたま【名】 - ひたい。おでこ。旧清水町（現・福井市）で行われていた「こべんたまつり」（合併時に廃止）の由来となった言葉。
- こしょばい【形】 - くすぐったい。「こそばい」とも言う。「こしょばす」「こそばす」は動詞形で「くすぐる」の意。
- ごっつぉ【名】 - ご馳走。ご馳走様は「ごっつぉさん」
- こっぺな【形】 - （無理に大人ぶっていて）生意気な。
- こっぺこっぺと【動】 - 生意気に。
- こんか【名】 - 米糠。
- こんじょよし - お人好し。悪い意味で使う。「こんじょし」「こんじょよしまつ」などと転訛することもある。
- こんじょわる - 性格が悪い。
- ごんばこ【名】 - ごみ箱。
- こんだ - 今度。
- こわい - （食感などが）固い。

### さ行
- 〜さ… - 意味は不定。特に老年層の会話の中で、例えば「東京さ」など、地名の後に言われる表現として、時折使われることがある。
- ざいご【名】 - 田舎。在郷。転じて実家を指すこともある。「ざいごのもん」は「田舎者」。
- 〜（や）さけ（に）…　-  「〜だから…」の意。理由を表す。語尾の「に」は、しばしば省略される。使う人によっては、言葉の最初に「ほやさけんてに〜」など変形された表現で使われることもある。「雨降ってっさけ、傘差さんならん」（＝雨が降ってるから、傘を差さなきゃいけない）など。同じ意味で理由を表す接続詞として、ほかには「〜(や)で…」「〜(や)し…」が代表的である。
- ざっぱな - 大雑把、大まかな。適当なさま。
- しかえる【動】 - 取り替える、着替える。
- しなあっと【擬態】 - ゆっくり、そーっと、慎重に。あるいは、さりげなくの意。
- 〜しなんな - 〜しないで、〜するな、やめてください。「やだしなんなって」（＝いたずらしないで）
- 〜しま - 〜の途中で、〜までの間に。「〜しな」の転訛。「寝しまに飲みもん飲んだら、はよおしっこ行きとなってまうざ」（＝寝るまでの間に飲み物飲んだら、早くおしっこ行きたくなっちゃうよ）
- しまう - 片付ける。
- しめだる【名】 - 結納。
- じゃけらくせえ【形】 - 子供っぽい。幼稚な行いを諭す際使う場合が多い。「わらびしい」とも。
- しゃっぱこき - 嘘つき。「しゃっぱこく」で（＝嘘をつく）の意味。「しゃっぱこいてんなま！」（＝嘘をつくんじゃないよ！）
- しゃば - 世間。
- しゃべりばち - お喋りな人。口が軽い。「あの人ひってしゃべりばちやで、どもならんわ」（＝あの人すごくお喋りだから、どうしようもないよ）
- じゃみじゃみ【擬態語】 - テレビの砂嵐。もともと方言で「目が疲れてしょぼしょぼしたり、かすんで見えたりする様子」をさした擬態語「じゃみじゃみ」が、テレビの普及後に画面の砂嵐状態を指して使われるようになった。英語のJamming（妨害電波）に由来するとの説は俗説に過ぎない。
- じょうずな - 変わっているさま。面白おかしい。器用だ。「なんたじょうずなんにゃ」（＝なんて器用なんだ）
- じょろにしる【動】 - 話を無しにする。始めに戻す（旧清水町。特に旧三方村の世代が使用）。
- じょろ【名】 - あぐら。「じょろかく」（あぐらをかく）」、「ねまる」とも。
- ズック - 綿や麻で作られたゴム底の運動靴。上履きのこと。内履きを内ズック、外履きを外ズックと言う。学校の運動会等のお便り（持ち物欄など）にも記載されており、一般的に方言と知らずに日常的に使用し、他県の人に指摘されて気付くケースも多い。オランダ語が由来で、東北地方（秋田・青森・岩手など）でも言われるが、全国的には使用地域が限られる。
- すまし【名】 - 醤油。
- すらえる【動】 - 触れる。
- せわしねえ【形】 - 落ち着きが無い。
- ぜん、じぇん - お金。「銭」の変形。

### た行
- たいげえ【名】 - ほどほど。大概。
- だいどこ - 台所。「おかって」のこと。
- たく【動】 - 煮る。米以外にも、煮ることを「炊く」と表現することが多い。「おでんを炊く」「魚を炊く」など。
  - たいたの【名】 - 煮物。「煮たの」とも言う。「大根の炊いたの（大根の煮物）」「たくあんの煮たの（福井の郷土料理）」など。
- だたねえ【形】 - だらしない、きたない、醜い。
- だちゃかん【形】 - 駄目だ。「埒が明かない」が訛ったもの。
- たな、～（ん）たな【連体】 - ～みたいな。「上手くいかなんだんたなのう（上手くいかなかったみたいだね）」
- だら、だわ【形】 - 怠けている様子。「だわもん」で怠け者を指す。あわら市などでは馬鹿、阿呆の意味でも使われる。
- 〜たるく - 〜て歩く、〜で回る。遊んだるく（＝遊び歩く）、踏んだるく（＝踏んで歩く）、「ほうたるく」（＝うろつく）など。
- だんねえ - 別にかまわない。気にしなくて良い。京都弁の「だんない」の変化形。丹南地区（福井市殿下・清水地区などを含む）で用いられる。殿下地区では「だんのね」とも言う。
- だんべ - 男性器。
- たんまで【形】 - 全然、全く。
- ちかっぺ【形】 - 力一杯。とっても。「ちゃらっぺ」とも。
- ちっくりさす【動】 - （爪楊枝など棒状のものを）刺す。
- ちぇえ【形】 - 小さい。「ちんちぇー」とも。
- ちぶてえ - 冷たい。「ちぶたい」「ちびてえ」などと転訛することもある。
- ちゃう - 違う。近畿地方と共通。
- ちゃがちゃが - めちゃくちゃ。散らかっている様子。
- ちゃまる【動】 - （警察などに）捕まる。能動の「捕まえる」の場合は「ちゃまえる」「ちゃめる」などと言う。
- 〜ちゃる - 〜てやる、〜してあげる。より柔らかい表現は「〜たげる」。「ほの本っぺ買(こ)うちゃるぞ」（＝その本を買ってあげるね）
- ちゃんぺ【名】 - 女性器、性交。
- チューブ【名】 - 輪ゴム
- ちゅんちゅん【形】 - 物が高温になっているさま。水がかかると「チュン」と音を立てて蒸発する「焼け石に水」状態を指す。「メカがチュンチュンでやばい（機械が異状に高温でまずい）」
- ちょーだる - 下さる。過去形は「ちょーだった」（＝下さった）　類義語「(う)んだる、(う)んだった」とほぼ同義語。
- ちょっきり【形】 - ちょうど。
- ちょっこし【形】 - 少し。「ちょっこり」「ちっと」とも。
- つかがる【動】 - （手すりや、人の腕などに）掴まる。
- つばき【名】 - 唾
- つまる【動】 - 主にノートなどを使い切ってしまった場合に使われる。
- つるつるいっぱい【形】 - コップやお椀などに液体が並々とそそがれた様子。液体が表面張力により器から盛り上がって、あふれる寸前の状態を指す。北陸で広く使用されており、方言だと知らずに使用している場合が多い。
- つんつん【形】 - 鉛筆が削ったばかりで尖っているさま。
- （や）っちゃ - 強いて言うと「〜だよ」「〜だってば」の意味に近いが、共通語への言い換えが難しい表現の一つで、正確な意味は不定。語尾に付く。不満げな場面や言葉を荒げている時など、伝えたいことを強調したり、仲が良い友人同士の気さくな会話などで無意識に使用する場合がある。主に若年層～中年層の男性が使用するが、話さない人もいる。「なんでやっちゃ！」（＝なんでだよ！）、「はよせえっちゃ！」（＝早くしろよ！）など。
- 〜っぺ… - 意味は不定。単語と単語の間に置かれ、あえて言うならば、場所などを表す助詞の「〇〇へ行く」「××に行く」の“へ”“に”が該当する。「トイレっぺ行ってくるわ」（＝トイレに行ってくるね）など。福井弁の「いっぺん」（＝１回）から派生して「トイレに１回行ってくるね」というニュアンスに近い。
- てっくりかえる - ひっくり返る。
- てきねえ【形】 - 病気・体の調子が悪いこと。「てきない」とも言う。「てきねぇんけ？（具合悪いの？）」
  - 怪我の場合（痛み、四肢の不自由など）には使用しないが、怪我に付随する発熱やだるさなど、病と共通する体調不良には使用する。怪我の場合は「えらい」を使うことが多い。
- てな、～（ん）てな【連体】 - ～みたいな。
- 〜でねんか - 標準語では「〜ではないのか」に当たる言葉。語尾は「け」に変化することもある。「あこにあるんでねんけ？」（＝あそこにあるんじゃないの？）など。
- 〜でなしに… - 標準語では「〜ではなくて…」の意。文中に用いて「AでなしにBじゃ」（＝AじゃなくてBだ）などと、Aを否定してBを肯定する表現である。
- てなわん【形】 - 気がきつい。やんちゃな。抜け目が無い。手に負えない。性格の悪い。嫌味な。
- でんしんぼ - 電柱
- 〜てんでの - 〜てください。依頼表現。「うらの分も買(こ)うてんでの」（＝私の分も買ってくださいよ）
- とっしょり - お年寄り。
- どぼすずく【形】 - （滴が落ちるくらいに）濡れている。ずぶ濡れ。水が大量にどっぷり有る様をドボドボと言う。すずくは「雫（しずく）」のこと。
- どんけつ - 一番最後、ビリ。
- どんこ - 普通列車や各駅停車を表す。標準語の「鈍行」から来ていると考えられる。
- どんならん【形】 - どうにもならん、どうしようもない。「てなわん」の類義語。「どーんならん」と伸ばしたり、「どんなん」と略したりすることもある。「どもならん」「どむならん」などとも言う。例　「どんならんやっちゃな」（どうしようもない奴だな）

### な行
- なおす - 片付ける。
- ながたん【名】 - 包丁。「菜刀」の変形。
- なきみそ - 泣き虫。主に子どもに対して使う。
- なげる【動】 - 捨てる。標準語と同じ「（物を）投げる」という意味でも使用する。
- なぶる - （物などに）触る。「水なぶりしたらあかんざ」（＝水遊びしてはいけませんよ）のように「水遊び」という意味で用いられることもある。人間や動物など生き物に対しては使われない。
- なも - 重ねて使うことも多い。重ねない場合は「なぁも」と伸ばし気味になることが多い。英語の 「you are welcome」や「何も～ない」、「別に～ない」　に相当する語。「悪いのう」「なもなも。だんねってぇ（別にいいよ、気にしないで）」
- ～なる - 「～なさる・なはる」が変形した尊敬表現。例「てんしゃばのあんさん来なったざあ」
- 〜なろ - 〜なさい。軽い命令表現。「はよしなろ〜」（＝早くしなさい）　　類義表現として「〜ね」もある。
- なんきん【名】 - かぼちゃ。南京。
- なんた - なんて。例えば、しばらく見ないうちに、成長して背が伸びた孫の容姿を見て、祖母が「なんた、いこなったんやろ〜」（＝なんて大きくなったんでしょう！）などと、ある状態に対して、意外だったことを言葉にする時に使用されることが多い。
- 〜なんだ - 〜なかった。過去の打ち消し表現。「知らなんだ」（＝知らなかった）、「空いてなんだ」（＝空いていなかった）など。
- なんじゃかんじゃ - なんだかんだ。「なんやかんや」とも。
- なんぼ - どれだけ、どれほど。
- なんにゃ～よう（か）【反語】 - 嫌味交じりの完全否定。「何が～あろうか（しようか）」例「なんにゃ役所がほんな気の利いたことしようか」
- にんならん - 構わない。関係ない。「ほんね気にせんときね。うら、なあもにんならんのやで」（＝そんなに気にしないでおきなさい。私は別に構わないのだから）
- ぬれんざ【動】 - 濡れないよ。濡れない傘【ヌレンザ（福井洋傘）】はここから来ている。
- ねころばる - 寝っ転がる。
- ねぶてえ - 眠い。「ねぶたい」が原形。
- ねまる - （ベンチや地面などに）座る、腰掛ける。
- ねんね【名】- 赤ん坊、幼い子どもを指す
- のくてえ【形】 - 愚かなさま。トロい。馬鹿だ。「温い（ぬくとい）」の音便形。「のくてえのう（バカだなあ）」「のくてえやっちゃ（馬鹿なヤツだ）」
- のうなる【動】 - （物が）無くなる。（人が）亡くなる。
- のうのう - 相手への呼び掛け表現。標準語や関西弁の「ねえねえ」「なあなあ」に当たる。英語の「no, no」と勘違いされるケースも。相手に同意を求める表現として、短く「のう？」（＝ねえ？）と言う場合もある。
- のんのさん【名】 - 仏様。「なんなさん」、「なんなんさん（ちゃん）」とも。語源は「南無」から。

### は行
- ばい【名】 - 棒。
- はえめ・はいめ【名】 - 蠅。
- はぐし【名】 - つっかえが外されてガクっとするさま。「はぐしをくらう」「（ひざカックンをされ）はぐしこく」。
- はしかい - かゆい。違和感がある。イガイガする。「風邪ひいて喉はしけーんにゃ」（＝風邪ひいて、喉イガイガするよ）
- 羽二重餅【名】 - 福井の銘菓。やわらかいもの、木目が細かい物の例えによく用いられる。羽二重は、薄くて上質の絹織物のこと。正絹の中でも最上級とされる。かつての繊維王国福井ならではの表現。
- ばっちくそ - 罰当たり。相手に対して「ざまあみろ」というようなニュアンスが含まれている。
- はなんたま - 鼻先。鼻尖あたりを差す。
- ばんげ ‐ 夜、晩。
- びい ‐ 女子
- ひっで（もんに）【副詞】 - とても。甚だしく。ひどく。【形容詞】凄まじい。ひどい。「しってぇ」「ひってもん」と発音する場合もある。
- ひにしばら【動詞】 - やっかみ
- ひとこっぱ【副】 - 一まとまり。思いっきり。たくさん。
- ぶたじる - とんじる。豚汁。
- へくさんぼ【名】 - カメムシのこと。主に嶺北地方（越前国）で用いられる。
- べさ【名】 - 「女」の蔑称。貞操感やモラルがない女性を「どすべさ」と表現する。
- へしこ - 青魚に塩を振って塩漬けにし、さらに糠漬けにした郷土料理(若狭・京丹後）で越冬保存食
- へず菓子【名】 - 駄菓子。
- べと【名】 - 土。泥。「べとに ばいをちっくりさす」という表現は「土に棒を突き刺す」という意味である。
- へんもねえ - 大したことない。物足りない。腑に落ちない。
- ぼう - 男子。
- ほんに - そんなに、それほど。

### ま行
- まんぽ【名】 - トンネル。
- まいど - いつも。「まいどおおきに」で「いつもありがとう」になる。
- まんま - 幼児語で「ご飯」のこと。
- まんまんちゃん【名】 - 仏様。転じて仏壇や墓。主に福井市旧清水町で使われる。「まんまんさん」とも。
- むだかる - 絡まる。「電源コードむだかってるざ」（＝電源コードが絡まってるよ）
- むたくた　- （部屋の中などが）散らかっている様子。その程度が甚だしいさま。
- めもらい - ものもらい。
- めんぽ【名】 - カワハギ（魚類）。
- ももた（ももたん）【名】 - 太股。
- もつけねえ 【形】 - かわいそうな。相手への同情を示す間投詞としても用いられる。語呂での覚え方は「もつけねえのはかわいそう」。
- ～もてら - ～ごと。「箱もてら持ってきて（＝箱ごと持ってきて）」
- ものごい【形】 - 精神的に苦痛を感じること。大きな不安を感じていること。病による身体的苦痛の場合は「てきない」になる。
- 〜もん - もの、物、人、者。すべて「もん」と表現する。「福井のもん」（＝福井人）、「食べもん」（＝食べ物）など。

### や行・ら行
- やだ【名】 - 言い掛かり。悪意のある嫌がらせ。「やだをする」は「嫌がらせをする。無理難題を押し付ける」、「やだを言う」は「イチャモンをつける。言い掛かりをつける」という意味。
- やっぱし - やはり。
- ゆうちゃん【名】 - Uチャン。県内で唯一UHF放送を行う福井テレビジョン放送のこと。
- よう【副】 - よく。
- ようけ【形】 - たくさん。大阪弁の「ようけ」と同じ。「いっぺえ」「ぎょうさん」とも言う。
- よさ・よさり【名】 - 夜中のこと。夜更け（ヨフケ）。古語の「夜更なり（ヨルサラナリ）」がつまったもの。「よんべ」とも言う。
- よしかかる【動】 - よりかかること。「よっかかる」とも。
- よだがり【名】 - 晩御飯。
- よばれる - ご馳走になる。
- よぼる - 呼ぶ。「よばる」とも。
- よわみそ - 弱虫。こちらも主に子どもに対して使われる。
- よわる - 疲れる。「よう歩いたで、よわってもた」（＝よく歩いたから、疲れちゃった）
- 〜らしい - 「うざくらしい」（＝うっとうしい）、「あつくらしい」（＝暑そうな）など。

### わ行・ん
- わかいしゅ【名】 - 若者。「若い衆」のこと。
- わけなし - 馬鹿、あほ、幼稚。「聞き分けのない」が語源か。
- わせる - 忘れる。「わっしぇる」とも。
- わめ【名】 - 私、自分。主に女性が使う。
- わやくそ - 散らかって収集がつかない状態。
- わらびしい【形】 - 幼稚な。悪い意味で幼い。田舎者。語源は「童しい（ワラベシイ）」。反対語は「大人しい」になるが、意味的には「大人びた」｛（幼稚な行為などせず）静かな」「成熟した」あたりになる。
- んだる、うんだる【動】 - くれる、くださる。「この本、誰が（う）んだったの？（この本、だれがくれたの？）」
- 〜んならん - 〜なければならない。「～なあかん」「～なかん」と同義表現。
- 〜（なん）じゃ - 〜（なの）だ。何かを強調する言い回しとして、語尾に付く。
- 〜んにゃ - 〜のだ。福井特有の言い回しの一つ。活用形として「〜んにゃけど」「〜んにゃって」「〜んにゃわ」など。「肩痛かったんにゃけど、マッサージしてもろたら、ちっと楽なったんにゃ〜」（＝肩が痛かったんだけど、マッサージしてもらったら少し楽になったんだよね）
- んもねえ - まずい。「うもうない」の転訛。
- 〜んやと - 〜んだって。伝聞表現として、福井弁の「〜んやって」とよく併用される。「あこの家、火事んなってもたんやとの。もつけねえのう…」（＝あそこの家が火事になっちゃったんだってさ。かわいそうに…）など。

## 使用例

### 会話
- 会話例1
  - A「のー、この靴下あ、おぞなってもたんやけどー」
【訳】「ねえ、この靴下、ぼろぼろになっちゃったんだけど」
  - B「あらあ、はよからおもっしぇとこに穴空いてもてえ。どもならんで、もうなげてまいねのう。もつけねえ……」
【訳】「あら、こんなに早くから変な所に穴が開いちゃって。どうにもならないから、もう捨てちゃったら？」（文末の「もつけねぇ」は社交辞令的に感情を述べるだけの働き）
- 会話例2
  - 孫「おじいちゃん、遅いんやって！はよしねま！」
【訳】「おじいちゃん、遅いよ！早くしなよ！」
  - 爺「ほんなこというなま。今行くで、もうちょっこし待てや」
【訳】「そんなこと言うなよ。今行くから、もう少し待てよ」

- 会話例3[4]
  - A「まいどー。お父さん、いなるけのー？」
【訳】「こんにちは。ご主人、いらっしゃるかね？」
  - B「あー、えんのやって。よんべ、急に熱出いてー、今医者行ってるんにゃわのー。さっきまでいたんにゃけど、病院っぺ行ってくるっちゅーて、行ったんにゃわの」
【訳】「あー、いないんですよ。ゆうべ、急に熱を出して、今医者に行ってるんだよ。さっきまでいたんだけど、病院でも行ってくると言って、行ったんだよ」
  - A「ほーか。ほりゃ、おごっちゃのー。帰んなったら、いっぺん、電話してんでのーって、言うてんで」
【訳】「そうか。それは大ごとだね。帰られたら、一度、電話してくださいねって、言ってください」

### メディア・固有名詞において
- タウン誌「月刊URALA」 - 私たちという意味の「うらら」とフランス語の「Ouh la la」をかけている。
- NHK総合「ほやほや情報」 - 相槌の「ほやほや」と「出来立てほやほや」の「ほやほや」をかけている。
- 福井テレビ「ふくい浪漫 い～ざぁええDay」 - 「い～ざぁ」と「ええDay（デー）」。どちらも「良いよ」という意味。
- 福井放送「かたいけの」 - 「お元気ですか」という意味の福井弁をそのまま番組名にしていた。
- 福井放送「ちゅんちゅんサタデー」 - 熱々という意味の福井弁「ちゅんちゅん」と朝に鳥がさえずるオノマトペをかけている。
- AOSSA - 福井駅東口再開発ビル（手寄地区再開発ビル）の愛称。「会おうよ」という意味の福井弁「会おっさ」に由来する。
- みくにショッピングワールド・イーザ(iza) - 福井県坂井市三国町にあるショッピングセンター。「いいよ」という意味の福井弁「いいざ」に由来する。
- 越前市市民バス「のろっさ」 - 同市を網羅するコミュニティバス。「乗ろうよ」の意の福井弁「乗ろっさ」に由来する。
- ICOUSA - 福井市のコミュニティーバスと提携店舗で使える交通系ICカード。「行こうよ」の意の福井弁「行こうさ（行こっさ）」に由来する。
- 金津本陣IKOSSA - あわら市金津図書館・郷土歴史資料館・市民文化研修センターが入居する施設。上記と同じく「行こっさ」に由来する。

## 福井弁に関連した作品など
- 福井青春物語
- ちりとてちん
- 舞城王太郎作品
- 蔵の宿
- ちはやふる
- 大怪獣東京に現わる
- ヘタリア − ヘタリアに登場するオランダが福井弁である。
- 47都道府犬 -  2011年に声優バラエティー SAY!YOU!SAY!ME!内で放映された短編アニメ。47匹の郷土の名産をモチーフにした犬たちが登場する。福井県は、ラッキョウがモチーフの福井犬として登場している。「絶賛彼女募集中やざぁ」などと話す。声優は、福井県出身の石塚運昇が担当している。作中で福岡犬と合体した。
- GA 芸術科アートデザインクラス - 芦原ちかこが使用する「中部弁」には「〜してえん（＝〜していない）」など福井弁に似た要素がある。
- チア☆ダン〜女子高生がチアダンスで全米制覇しちゃったホントの話〜
- 天皇の料理番 - 2015年版は劇中に出演している日野陽仁が方言指導もしている。
- 2.43 清陰高校男子バレー部

## その他
- 福井弁を用いた英単語の覚え方「どっちでも『いいざあ（either：どちらも～）』」「どっちでも『ねえざあ（neither:どちらも～ない）』がある。
- 文章を音節に区切るとき、福井弁のように「の」（発音は「のー」）をつけると分けやすいという。共通語の「ね」に当たる。
  - 例文:「今日、私は家で数学の勉強をした。」→「今日の、私はの家での数学のの勉強をのしたの。」